# Wembley Park (stanice metra v Londýně)

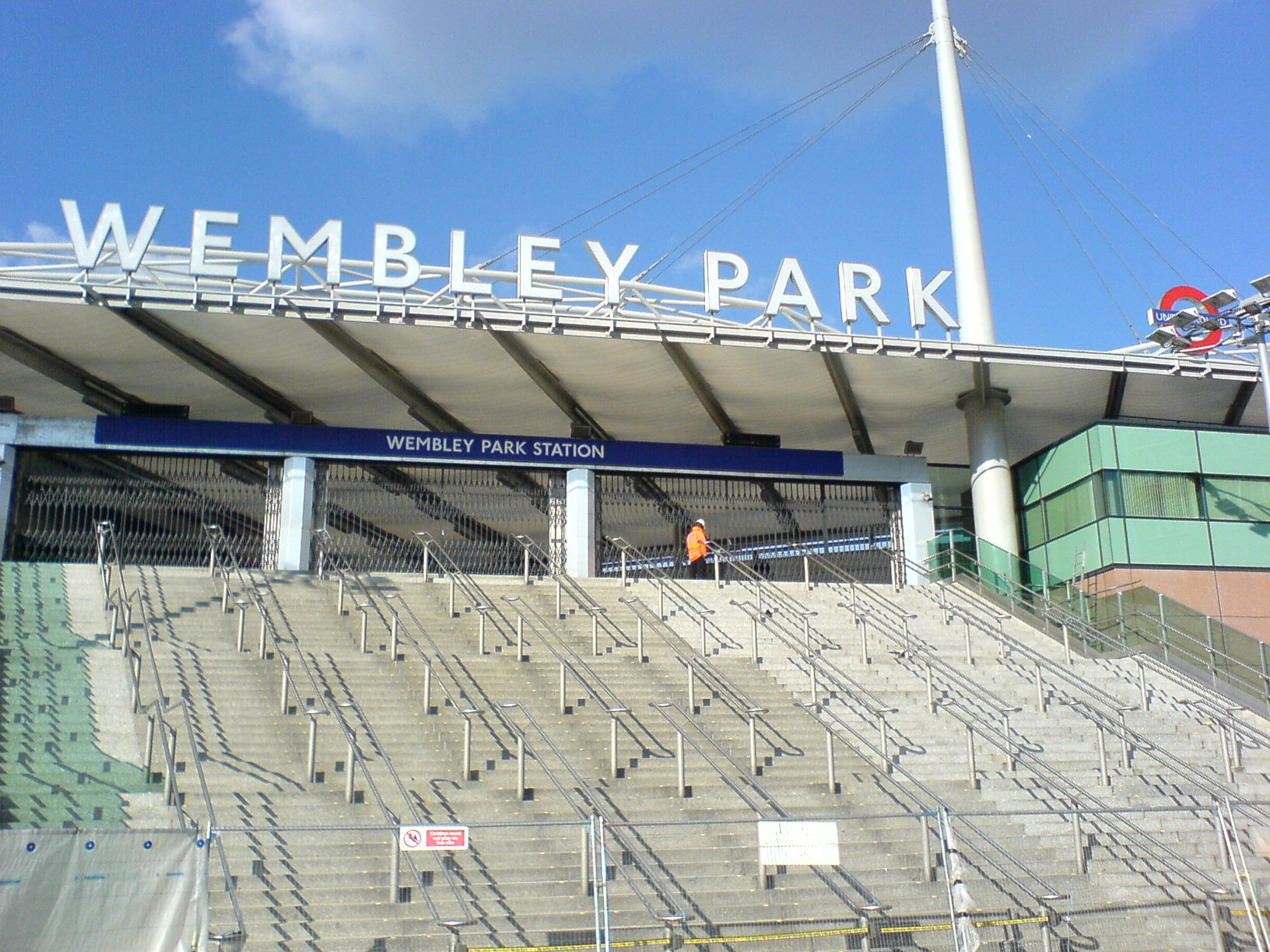
Wembley Park

Wembley Park je stanice metra v Londýně, otevřená roku 1894. V letech 1939–1979 se stanice nacházela na Bakerloo Line. Dnes se stanice nachází na dvou linkách:
- Jubilee Line (mezi stanicemi Kingsbury a Neasden)
- Metropolitan Line (mezi stanicemi Preston Road nebo Harrow-on-the-Hill a Finchley Road nebo Neasden)

| Rok  | Počet cestujících |
| ---- | ----------------- |
| 2011 | 9,66 mil          |
| 2012 | 10,60 mil         |
| 2013 | 11,74 mil         |
| 2014 | 14,11 mil         |